# Valtijoki
Valtijoki (Noord-Samisch ook wel: Valddejohka) is een rivier die stroomt in de Finse gemeente Enontekiö in de provincie Lapland. De rivier ontstaat aan de zuidkant van het meer Somasjärvi. Ze slingert en stroomt zuidwaarts naar het Porojärvi. Het hoogteverschil tussen beide meren bedraagt ongeveer 150 meter. Stroomafwaarts ontvangt de rivier nog water van een drietal beken. De rivier stroomt daarbij door onherbergzaam en onbewoond gebied en is ’s winters lang dichtgevroren. Commerciële vaart, anders dan wildwaterkanoën is niet mogelijk, door de vele watervalletjes en stroomversnellingen. Sportvissen kan men er wel op vlagzalm, beekforel en witvis.
De rivier behoort tot het stroomgebied van de Torne en heeft zelf drie toestromende beken: Veajetjohka, Lávrrejohka en Sieddejohka.
Afwatering: Valtijoki → Poroeno → Lätäseno → Könkämärivier → Muonio → Torne → Botnische Golf